# Санжиев, Тумун Ширапжалсанович
Туму́н Ширапжалса́нович Санжи́ев — российский бурятский спортсмен-самбист, тренер сборной России по самбо, Заслуженный работник физической культуры Бурятии, Заслуженный тренер России по боевому самбо, Заслуженный работник физической культуры Российской Федерации.

## Биография
Тумун Санжиев родился 18 марта 1967 года в селе Гонда, Еравнинского района Бурятской АССР. В 1984 году окончил среднюю школу №14 в Улан-Удэ.
Самбо начал заниматься во время учёбы в школе. После школы учился на историческом факультете Бурятского государственного педагогического института имени Доржи Банзарова.
В 1987 году Тумун выполнил норматив мастера спорта СССР по борьбе самбо. Дважды становился чемпионом Дальнего Востока. Был серебряным призёром студенческой Универсиады России, серебряный призёр ЦС ВЦСПС.
Закончив спортивную карьеру Санжиев в 1991 году начал тренерскую деятельность начал в ДЮСШ №9.
С 2005 года работает тренером сборной команды России по самбо.
Президент федерации само Республики Бурятия с 2010 по 2016 годы.
За время тренерской деятельности подготовил около 50 мастеров спорта России, 4 мастера спорта международного класса, 1 заслуженного мастера спорта России, из них 6 чемпионов России по боевому самбо, 6 чемпионов мира, 3 чемпиона Европы, 3 чемпиона Азии.
Среди его учеников - Баир Омоктуев , трехкратный чемпион Европы и чемпион мира (2010, Ташкент).
В ноябре 2018 года Тумун Санжиев удостоен почётного звания «Заслуженный работник физической культуры Российской Федерации». Соответствующий указ подписал президент страны Владимир Путин.

## Награды и звания
- Двукратный чемпион Дальнего Востока
- Серебряный призёр Универсиады РСФСР
- Серебряный призёр чемпионата  ЦС ВЦСПС
- Заслуженный тренер России по боевому самбо
- Заслуженный работник физической культуры РБ
- Судья международной категории FIAS
- Заслуженный работник физической культуры Российской Федерации (ноябрь 2018 года)